# Вильгортское сельское поселение
Вильгортское се́льское поселе́ние — упразднённое муниципальное образование в Чердынском районе Пермского края Российской Федерации, существовавшее в 2004 — 2020 годах. Административный центр — село Вильгорт.

## История
Сельское поселение продолжает историю погостов Вильгорт, Бигичи и Цыдва в составе Чердынского уезда. В 1623 к погосту Выльгорт принадлежали деревни Козей, Вылиб, Истоминский, Калгорт, Якимка Ижиптелева, Кармегорт, Гомгорт (Шипицыно), Бегиль и Клочихин, погосту Цыдва — пустошь Симанова.
Статус и границы сельского поселения установлены Законом Пермской области от 10 ноября 2004 года № 1735-355 «Об утверждении границ и о наделении статусом муниципальных образований Чердынского района Пермского края»
1 января 2020 года Законом Пермского края от 25 марта 2019 года № 374-ПК Вильгортское сельское поселение было упразднено, все населённые пункты вошли в состав вновь образованного муниципального образования — Чердынский городской округ.

## Население
| 2010 | 2012  | 2013  | 2014  | 2015  | 2016  | 2017 |
| ---- | ----- | ----- | ----- | ----- | ----- | ---- |
| 1356 | ↘1283 | ↘1244 | ↘1156 | ↘1102 | ↘1035 | ↘995 |
| 2018 | 2019  |       |       |       |       |      |
| ↘991 | ↘961  |       |       |       |       |      |

## Состав сельского поселения
| № | Населённый пункт | Тип населённого пункта       | Население |
| - | ---------------- | ---------------------------- | --------- |
| 1 | Бигичи           | село                         | 81        |
| 2 | Вильгорт         | село, административный центр | ↗656      |
| 3 | Езова            | деревня                      | 60        |
| 4 | Камгорт          | село                         | 152       |
| 5 | Купчик           | село                         | 24        |
| 6 | Пильва           | посёлок                      | 383       |